# Rodolfo Melani
Rodolfo Melani (all'anagrafe Rodolfo Mario Giovanni Melani) (Sampierdarena, 19 agosto 1899 – Calco, 7 settembre 1980) è stato un calciatore italiano, di ruolo difensore.

## Carriera
Con la Sampierdarenese disputa complessivamente in massima serie 26 gare tra la stagione 1922-1923 e la stagione 1926-1927.
Dopo la fusione con l'Andrea Doria, Melani gioca altre 4 partite con la neonata La Dominante nel campionato 1927-1928.
Come Mario è stato citato nella lista di trasferimento nel 1928. Il nome Rodolfo si evince invece da sue squalifiche da parte del Comitato Regionale Ligure per partite del periodo 1919-1922 pubblicate su La Gazzetta dello Sport.